# Obstipipilus malabaricus
Obstipipilus malabaricus är en svampart som först beskrevs av T.S. Ramakr. & K. Ramakr., och fick sitt nu gällande namn av B. Sutton 1968. Obstipipilus malabaricus ingår i släktet Obstipipilus, divisionen sporsäcksvampar och riket svampar.   Inga underarter finns listade i Catalogue of Life.